# Zeche Frielinghaus
Die Zeche Frielinghaus im Wittener Ortsteil Vormholz-Hardenstein ist ein ehemaliges Steinkohlenbergwerk. Die Zeche war auch unter dem Namen Zeche Frielinghaus Gerichts Herbede bekannt. Ab dem Jahr 1832 wurde die Zeche auch als Zeche Frielinghaus Tiefbau, Zeche Frielinghausen oder  Zeche Frilinghausen bekannt. Teile des Bergwerks sind heute Bestandteil des Bergbauwanderweges Muttental.

## Geschichte

### Die Anfänge
Im Jahr 1768 wurde durch Johann Henrich Oberste Frielinghaus die Mutung für ein Grubenfeld unter dem Namen Frielinghaus eingelegt. Das Grubenfeld hatte seine Ausdehnung vom Hardensteiner Tal bis ins Muttental. Im Jahr 1771 wurde westlich von Oberste Berghaus ein Stollen angesetzt und mit der Auffahrung begonnen. Der Gewerke Frielinghaus ließ den Stollen vom Hardensteiner Tal aus im Flöz Frielinghaus auffahren. Er ließ die Kohlen durch einen Förderstollen abbauen. In den Jahren 1775, 1777, 1783 und 1784 war das Bergwerk nachweislich in Betrieb. Am 26. Januar des Jahres 1784 wurde ein Längenfeld verliehen. Im Jahr 1788 wurden die beiden Brüder Frielinghaus mit dem Flöz belehnt. Im Jahr 1794 erfolgte die Lösung des Feldes durch den zwölf Meter tiefer liegenden St. Johannes Erbstollen. Hierfür wurde vom Erbstollen aus im Flöz ein Flügelort in östlicher Richtung aufgefahren.

### Der weitere Betrieb
Seit dem beginnenden 19. Jahrhundert war das Bergwerk mit einigen Unterbrechungen in Betrieb. Die abgebauten Kohlen wurden mittels Karren aus dem Bergwerk gefördert und über Tage bis ins Hardensteiner Tal transportiert. Im Hardensteiner Tal wurde die Kohle in die nähere Umgebung verkauft. Im Jahr 1803 wurde ein Durchschlag zum St. Johannes Erbstollen erstellt. Im Jahr 1806 waren mittlerweile zwei Stollen in Richtung Osten erstellt worden. Die Grundstrecke aus dem St. Johannes Erbstollen hatte eine Länge von 520 Metern erreicht. Damit die Grundstrecke nicht einstürzen konnte, wurde sie durch eine Stoßmauer gesichert. Einer der Stollen war mittlerweile 428 Meter, der andere Stollen 543 Meter lang. Ab dem Jahr 1811 wurden zusätzlich vom Muttental aus die Kohlen aus dem Stollen gefördert. Um das Jahr 1815 erreichte das Flügelort in einer Teufe von zwölf Metern das Muttental. Um die Erbstollensohle mit dem Muttental zu verbinden, wurde der östliche Tagetrieb aus dem Muttental zum Flügelort aufgefahren. Zusätzlich wurde vom Hardensteiner Tal aus der westliche Tagetrieb bis zur Erbstollensohle aufgefahren. Da sich die Bewetterung im westlichen Baufeld verschlechterte, waren die Gewerken gezwungen, Abhilfe zu schaffen. Um dieses zu erreichen, wurde im Jahr 1815 ein Durchschlag zwischen dem westlichen und dem östlichen Stollen erstellt. Am 26. Juni des Jahres 1819 kam es zu einem teilweisen Zusammenschluss zwischen dem St. Johannes Erbstollen und der Zeche Frielinghaus zur Gewerkschaft St. Johannes Erbstollen & Frielinghaus Flügelort. Grund für den Zusammenschluss war die Auffahrung einer Sohlengrundstrecke bis zum St. Johannes Erbstollen. Die alte Grundstrecke verschlammte durch das Grubenwasser ständig und stürzte an einigen Stellen ein, sodass sie zwischen den Jahren 1819 bis 1822 aufgewältigt werden musste.
In den Jahren 1822 und 1828 war das Bergwerk nachweislich in Betrieb, im Jahr 1829 wurde das Bergwerk vermutlich in Fristen gelegt. Im selben Jahr wurde gemeinsam mit vier weiteren Zechen eine Zechenbahn im Muttental angelegt. Im Jahr darauf lag das Bergwerk zeitweise in Fristen. In den 1830er Jahren begann man mit dem Übergang zum Tiefbau. Am 25. März des Jahres 1832 wurde mit dem St. Johannes Erbstollen ein Vertrag zur teilweisen Vereinigung unterhalb der St. Johannes Erbstollen Erbstollensohle geschlossen. Zweck dieser Vereinigung, die den Namen St. Johannes Erbstollen & Frielinghaus Tiefbau trug, war der Abbau der Lagerstätte im Tiefbau. Im Jahr 1834 wurde der Abbau im Tiefbau betrieben, die Förderung erfolgte im Gemeinschaftsschacht Orion. Der Schacht Orion war mit einer Dampfmaschine ausgestattet, die der Wasserhaltung und der Förderung diente. Als zusätzliche Verbindung mit über Tage dienten die beiden vorhandenen Tagetriebe (westlich und östlich). Im Jahr 1835 erfolgte die weitere Lösung der Zeche Frielinghaus oberhalb der Erbstollensohle durch den St. Johannes Erbstollen. Im Jahr 1845 war der Tiefbau bereits bis zur 3. Sohle unterhalb der Erbstollensohle in Betrieb. Etwa um das Jahr 1847 konsolidierte die Zeche Frielinghaus mit weiteren Berechtsamen unterhalb der Erbstollensohle zur Zeche Vereinigte Hardenstein. Etwa um das Jahr 1849 war die Lagerstätte abgebaut und die Gewerkschaft St. Johannes Erbstollen & Frielinghaus Tiefbau wurde stillgelegt. Im Jahr 1852 nutze die Zeche Frielinghaus zusammen mit dem St. Johannes Erbstollen den seigeren Maschinenschacht Aurora. Der Schacht gehörte damals zur Zeche Fortuna und hatte eine Teufe von neun Lachtern, die Förderung erfolgte mit einem Pferdegöpel. Etwa um das Jahr 1860 verlief die Förderung teilweise durch einen Stollen der Zeche Louischen und von dort aus zur Ruhr. Kurze Zeit später wurde die Zeche Frielinghaus noch im Jahr 1860 stillgelegt.

### Die letzten Jahre
Am 1. Juli des Jahres 1915 wurde die Zeche Frielinghaus wieder in Betrieb genommen, es waren ein Stollen und ein Tagesaufhauen vorhanden. Im Oktober des Jahres 1918 wurde die Zeche Frielinghaus erneut stillgelegt. Grund für die Stilllegung waren die schlechten untertägigen Verhältnisse, so waren in allen Vortrieben nur abgebaute Baue angefahren worden. Im gleichen Jahr wurde eine Betriebsgemeinschaft mit drei weiteren Zechen gebildet. Am 1. April des Jahres 1919 wurde der Stollenbetrieb wieder in Betrieb genommen. Die Förderung erfolgte über die Zeche Gut Glück & Wrangel, auch die Belegschaft war bei der Zeche Gut Glück & Wrangel angelegt. Das Baufeld hatte zu diesem Zeitpunkt eine Größe von 1200 Metern streichend und 18 Metern querschlägig. Das Baufeld wurde bereits vor dem Jahr 1925 wieder stillgelegt. Ab dem 1. November des Jahres 1925 wurde die Betriebsgemeinschaft mit der Zeche Gut Glück & Wrangel wieder aufgelöst. Obwohl noch ein Stollen und ein Tagesaufhauen vorhanden waren, wurde die Zeche Frielinghaus nicht mehr weiter betrieben. Am 29. Februar des Jahres 1929 wurde die Zeche Frielinghaus endgültig stillgelegt.

### Förderung und Belegschaft
Die ersten Belegschaftszahlen stammen aus dem Jahr 1808, es waren 30 Bergleute auf dem Bergwerk angelegt. Die ersten Förderzahlen stammen aus dem Jahr 1830, es wurden 393 Tonnen Steinkohle gefördert. Im Jahr 1835 wurden 125.648 Scheffel Steinkohle gefördert. Im Jahr 1838 wurden rund 13.000 Tonnen Steinkohle gefördert. Im Jahr 1840 sank die Jahresförderung auf 59.105 Scheffel Steinkohle. Im Jahr 1845 wurden mit 13 bis 34 Bergleuten 128.142 Scheffel Steinkohle gefördert. Im Jahr 1847 sank die Förderung auf 30.942 Scheffel Steinkohle, diese Förderung wurde von sechs bis 26 Bergleuten erbracht. Im Jahr 1915 wurden mit vier Bergleuten 1375 Tonnen Steinkohle gefördert. Die letzten bekannten Förder- und Belegschaftszahlen des Bergwerks stammen aus dem Jahr 1918, es wurden mit zehn Bergleuten 2803 Tonnen Steinkohle abgebaut.

## Heutiger Zustand
Von der Zeche Frielinghaus ist heute noch das Stollenmundloch vorhanden. Es befindet sich oberhalb der Burgruine Hardenstein und ist Bestandteil des Bergbaurundweges Muttental. Außerdem sind noch Reste des Schachtes Orion vorhanden.